# Гусєв Валерій Вікторович
Валерій Вікторович Гусєв (нар. 13 лютого 1970, Бердянськ) — український футболіст, що грав на позиції півзахисника. Відомий за виступами у низці українських клубів різних ліг, а також у фінському клубі «Яро» другого фінського дивізіону.

## Кар'єра футболіста
Валерій Гусєв народився у Бердянську, і розпочав займатися футболом у місцевій ДЮСШ. Далі він продовжив удосконалення своєї футбольної майстерності в республіканському спортінтернаті. Першою командою майстрів молодого футболіста стало «Динамо» з Ірпеня, за яке він провів 1 матч у другій лізі в 1987 році. Гусєва запросили до дублюючого складу найсильнішої на той час команди України — київського «Динамо», проте в іменитій команді футболіст зіграв лише один матч за дублюючий склад, і кілька років не грав на професійному рівні. Наступною професійною командою Валерія Гусєва стала луцька «Волинь», у якій він зіграв 28 матчів у буферній зоні другої ліги 1990 року. У 1991 році Гусєв став гравцем чернігівської «Десни», в якій грав у нижчій другій лізі протягом усього сезону. Після проголошення незалежності України Валерій Гусєв продовжив виступи за «Десну» вже в першій українській лізі, зіграв протягом 1992 року за чернігівський клуб 29 матчів в першій лізі. Під час сезону 1992—1993 років футболіст перейшов до складу команди другої ліги «Дружба» із свого рідного мста, за яку він виступав протягом кількох сезонів, та був одним із гравців основи команди. У 1996 році, після розформування команди «Дружба». Гусєв вирішив спробувати свої сили в одній із найсильніших на той час команд української першої ліги «Поліграфтехніка» з Олександрії, проте зіграв у клубі лише 3 матчі, та перейшов до складу іншої команди першої ліги — макіївського «Шахтаря». У команді він був одним із футболістів основного складу протягом двох з половиною сезонів, проте після першого кола сезону 1998—1999 років «Шахтар» через несплату членських внесків у ПФЛ знявся із турніру. Далі свою футбольну кар'єру Валерій Гусєв продовжив у команді другого за рангом фінського дивізіону «Яро» з міста Якобстад, виступав у фінській команді протягом 1999 року. Після повернення в Україну Гусєв у 2000 році грав у складі команди другої ліги «Поділля» з Хмельницького, яке стало його останньою професійною командою. Надалі до 2009 року Валерій Гусєв грав за аматорські команди Запорізької області, після чого завершив виступи на футбольних полях.